# Mevlüt Çavuşoğlu
Mevlüt Çavuşoğlu (* 5. května 1968 Alanya) je turecký politik a od listopadu 2015 do července 2023 ministr zahraničních věcí, když tento úřad zastával již od srpna 2014 do srpna 2015 ve vládě Ahmeta Davutoğlua. Mezi roky 2013–2014 působil na postu ministra pro záležitosti Evropské unie v Erdoğanově kabinetu a z titulu své funkce se stal hlavním vyjednávačem možného tureckého vstupu do EU. V období 2003–2014 zasedal v Parlamentním shromáždění Rady Evropy, v letech 2010–2012 byl jeho prezidentem.
Členem jednokomorového zákonodárného sboru, Velkého národního shromáždění, je od roku 2002 za volební obvod ležící v hranicích provincie Antalya. V roce 2001 se stal zakládajícím členem Strany spravedlnosti a rozvoje (AKP).

## Životopis
Narodil se roku 1968 v Alanyi. Již ve dvaceti letech, v roce 1988, absolvoval bakalářské studium v oboru mezinárodních vztahů na Fakultě politologie Ankarské univerzity. Následně pokračoval magisterským programem ekonomie na soukromé Long Island University v New Yorku, který dokončil roku 1991. Započal také postgraduální studium mezinárodních vztahů na ankarské Univerzitě Bilkent, během nehož v období 1993–1995 uskutečnil studijní vědecký pobyt na London School of Economics, kde se stal prezidentem turecké společnosti. Je ženatý a má jedno dítě.
V Parlamentním shromáždění Rady Evropy vedl výbor pro migraci, uprchlíky a obyvatelstvo. V listopadu 2009 se setkal s ruským ministrem zahraničí Sergejem Lavrovem na pozadí připravované zprávy tohoto shromáždění o ruském hladomoru z let 1932–1933. Ruská strana vyjádřila zájem spolupracovat na přípravě zprávy.

## Ministr zahraničí
V květnu 2015 předčasně opustil bezpečnostní konferenci v Mnichově na protest proti pozvání Izraele.
Režim tureckého prezidenta Erdoğana se dostal do sporu s několika členskými státy EU, včetně Řecka, Nizozemí a Německa. Çavuşoğlu proto opakovaně hrozil vypovězením dohody s EU o navracení migrantů z Řecka do Turecka.

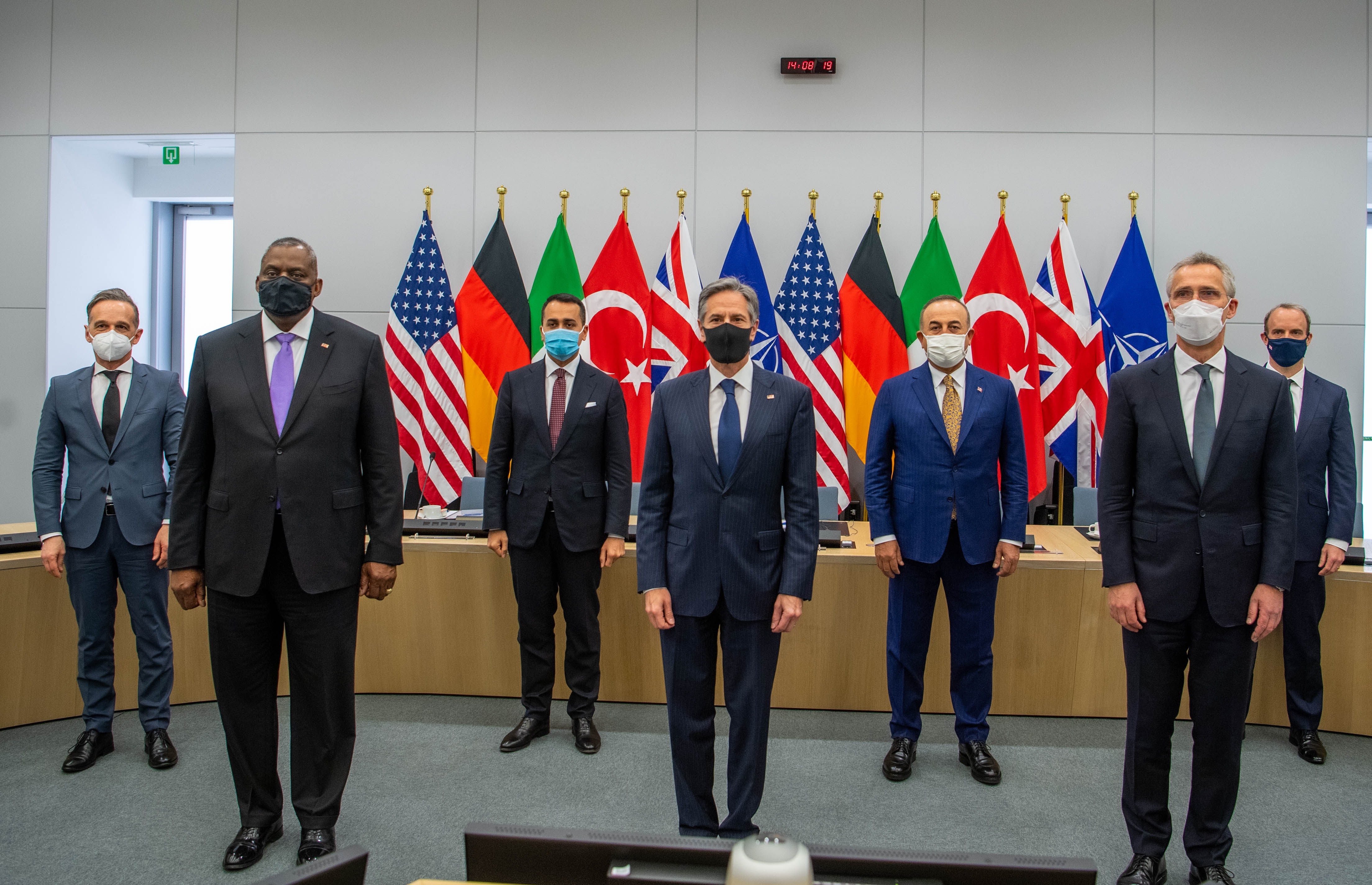
Çavuşoğlu při setkání s ministry zahraničí členů NATO v centrále NATO v Bruselu v dubnu 2021

Kvůli sporu o vymezení námořních hranic v Egejském moři mezi Řeckem a Tureckem a rozhodnutí řeckého soudu, který odmítl vydání uprchlých tureckých vojáků do Turecka z důvodu politických čistek po nezdařeném pokusu o převrat v červenci 2016, Çavuşoglu pohrozil Řecku, že už nemusí být „cesty zpět“ .
V lednu 2018 Çavuşoğlu varoval před tureckou invazí do Sýrie na území ovládané Kurdy, a pohrozil Spojeným státům nezvratným poškozením vzájemných vztahů, pokud Spojené státy nepřestanou podporovat kurdské milice YPG, které na severu Sýrie bojovaly proti Islámskému státu.
V březnu 2018 kritizoval rozhodnutí českého soudu, který propustil zadrženého představitele kurdské politické strany PYD, a obvinil Česko z pošlapání práva a podpory mezinárodního terorismu.
Po rozhovorech s Erdoğanem a Çavuşoğlem generální tajemník NATO Jens Stoltenberg podpořil novou tureckou invazi do Sýrie, která začala počátkem října 2019 a byla namířena proti syrským Kurdům, které Turecko obviňuje z terorismu. Stoltenberg prohlásil, že Turecko má na své jižní hranici „legitimní bezpečnostní obavy“ a ocenil „důležitou roli“ Turecka pro NATO. Koncem října 2019, poté co Turecko okupovalo část Kurdy osídleného severu Sýrie, Çavuşoğlu po útoku na tureckého vojáka v Sýrii pohrozil obnovením vojenských operací.
Odsoudil Sněmovnu reprezentantů USA, která odhlasovala rezoluci uznávající genocidu Arménů v Osmanské říši. Turecko debaty o genocidě odmítá a uznání arménské genocidy může být v Turecku trestáno jako trestný čin „urážky tureckého národa“. Çavuşoğlu prohlásil, že toto „ostudné rozhodnutí těch, co v politice zneužívají historii, je pro naši vládu a lid nezákonné a neplatné.“
Při návštěvě Baku v říjnu 2020 podpořil Ázerbájdžán ve válce v Náhorním Karabachu proti Arménii a arménským separatistům, odmítl výzvy k příměří, a vyzval Arménii, aby opustila Armény osídlený Náhorní Karabach.
V říjnu 2021 obvinil Rusko a Spojené státy, že nezabránily kurdským útokům na turecké vojáky v Sýrii, a pohrozil novou vojenskou operací proti Kurdům v Sýrii.
V listopadu 2021, během události oslavující Osmanskou říši, Çavuşoğlu prohlásil, že pro obranu svých práv i práv kyperských Turků na separatistickém Severním Kypru, je Turecko „připraveno udělat cokoliv“.
Dne 21. prosince 2021 se Çavuşoğlu zúčastnil setkání ministrů zahraničních zemí Visegrádské skupiny v Budapešti. Český ministr zahraničí Jan Lipavský ocenil klíčovou roli Turecka při řešení evropské migrační krize.